# 库尔特·蔡茨勒
库尔特·蔡茨勒（德語：Kurt Zeitzler，1895年6月9日—1963年9月25日）是第二次世界大战期间的德国高级将领。蔡茨勒被认为是一个精力充沛、高效的参谋，尤其擅长指挥大规格机动部队。

## 生平

### 第一次世界大战
蔡茨勒出生于勃兰登堡省的一个牧师家庭。1914年3月23日，18岁的蔡茨勒加入了德意志帝國陆军图林根步兵团。五个月后，德国参战。1914年12月，蔡茨勒被晋升为陆军中尉，指挥多个单位，包括一支冲锋队。战争结束时，蔡茨勒任团副官。

### 战间期
根据《凡尔赛条约》的规定，德国仅被允许拥有一支小规模的陆军即魏玛防卫军，蔡茨勒成为其四千军官中的一员。1928年1月，蔡茨勒被晋升为陆军上尉。1929年，蔡茨勒在第3师开始了为期三年的参谋生涯。1934年2月，蔡茨勒转到魏玛共和国国防部并被晋升为陆军少校。1937年，蔡茨勒成为陆军总参谋部参谋。1939年，蔡茨勒担任第60步兵团指挥并被晋升为陆军上校。

### 第二次世界大战
1939年9月入侵波兰期间出任威廉·利斯特将军的参谋长，指挥第14軍第22步兵師。

#### 装甲軍團参谋长
1940年3月成为埃瓦尔德·冯·克莱斯特大将的参谋长，指挥第1裝甲軍團。在法国战役中出色地组织和指挥装甲军穿越阿登，此后又成功指挥了入侵南斯拉夫和希腊战役，1941年5月18日被授予骑士铁十字勋章。
蔡茨勒最大的成功来自于1941年入侵苏联的巴巴罗萨行动，在最初的两个月中，他担任参谋长等第1装甲集团军向东插入苏联境内，然后向南切断乌曼战役中苏军退路，然后再向北包围基辅周边的苏军，然后再向南跨越第聂伯河，切断亚速海附近的苏军。在这一系列战斗中，蔡茨勒始终能保证第1装甲集团军行动平稳、供给及时。

#### 西线司令部
1月成为西线司令部司令格尔德·冯·伦德施泰特将军的参谋长，指挥D集团军群，在1942年8月19日的迪耶普突击战中扮演了重要角色。

#### 陆军总参谋长
1942年9月24日晋升为步兵上将并取代弗朗茨·哈尔德担任陆军总参谋长，阿道夫·希特勒被其乐观有活力的报告打动，越过多名高级军官而选中了他，希特勒可能认为蔡茨勒是比哈尔德更听话更乐观的總参谋长。蔡茨勒是后勤专家，拥有可靠的组织能力，他的表现在总参谋部備受尊重，但希特勒与日俱增的荒唐无理的命令最终使蔡茨勒的进取心消磨殆尽。
1942年11月苏军反包围在斯大林格勒的第6军團，蔡茨勒建议第6军團衝出包围、撤离斯大林格勒，到顿河去重建防线，但希特勒大发雷霆，亲自命令第6军團坚守阵地，最终第6军團被消灭，蔡茨勒与希特勒的冲突也与日俱增。
1943年7月5日希特勒在蔡茨勒與曼施坦因的堅持下發動「堡壘」作戰，即庫爾斯克會戰，但是原定5月4日發動的攻勢因當時德軍的準備仍嫌不足以及古德里安等將領強烈地反對下，猶豫不決的希特勒只好一再下令「堡壘」作戰延後，等到7月德軍發動攻勢的時候蘇軍已經在德軍計劃的進攻路線上構築了三道堅固的防禦線，最終庫爾斯克會戰以德軍失敗告終，並使德軍失去了對蘇軍的戰略主導權。
因命令部队撤退的建议多次被希特勒否定，蔡茨勒曾五次提出辞呈，但都被拒绝，在多次激烈冲突后，1944年7月1日蔡茨勒突然离开希特勒的贝格霍夫住所并称由于健康原因无法再任职，希特勒于1945年1月開除了他的軍籍。

### 战后生活
战争结束后，蔡茨勒被英军抓获，作为战犯被关押至1947年2月。在纽伦堡审判中，蔡茨勒作为证人出庭。
1963年，蔡茨勒在巴伐利亚州罗森海姆县逝世。

## 奖章
- 铁十字勋章（1914年）
  - 二级
  - 一级
- 重伤奖章（1914年）
  - 黑色
- 荣誉十字勋章
- 魏玛国防军长期服役奖章
- 铁十字勋章（1939年）
  - 二级
  - 一级
- 自由十字勋章（1943年）
- 骑士铁十字勋章（1941年）

## 註腳
1. 1 2  Liddell Hart p. 58
2. ↑  Liddell Hart p. 57
3. ↑  Guderian 1952，第341頁.